# Cliff Richard
Sir Cliff Richard, nome d'arte di Harry Rodger Webb (Lucknow, 14 ottobre 1940), è un musicista, cantante e attore inglese.
Considerato il cantante più popolare e di maggior successo nella storia del Regno Unito, il suo repertorio musicale comprende brani pop, rock, gospel e rock and roll.
Richard ha venduto più di 260 milioni di dischi in tutto il mondo e, nel solo Regno Unito ha venduto più di 22 milioni di singoli, che lo classificano al terzo posto tra gli artisti più venduti nella storia del mercato britannico, dietro solo ai Beatles ed Elvis Presley.
Nella sua carriera ha inserito 14 brani al primo posto nelle classifiche britanniche e ha riscosso grande successo anche nel resto del mondo, in particolare negli Stati Uniti, in Canada e in gran parte dell'Europa.
Assieme alla sua band musicale di supporto, i The Shadows, Richard è diventato inizialmente noto come cantante del rock and roll britannico dall'immagine ribelle, similmente ai suoi contemporanei Little Richard ed Elvis Presley. Ha dominato il panorama musicale britannico pre-Beatles dagli ultimi anni cinquanta fino ai primi anni sessanta.
L'avvicinamento alla fede cristiana, e il conseguente alleggerimento del suo stile musicale, lo hanno in seguito portato a produrre musica leggera, e in alcune occasioni musica di ispirazione cristiana.
Con una carriera lunga più di sessant'anni, Richard è annoverato tra i più grandi artisti del panorama musicale del Regno Unito, avendo ottenuto numerosi dischi d'oro e di platino oltre che riconoscimenti, inclusi tre BRIT Awards e due Ivor Novello Awards.

## Biografia

### Infanzia e gioventù
Nasce a Lucknow, in quella che è oggi la Repubblica dell'India e all'epoca l'India Britannica, da padre e madre inglesi. Dopo l'indipendenza indiana si trasferisce con la famiglia in Inghilterra. 

### Gli inizi: il rock and roll

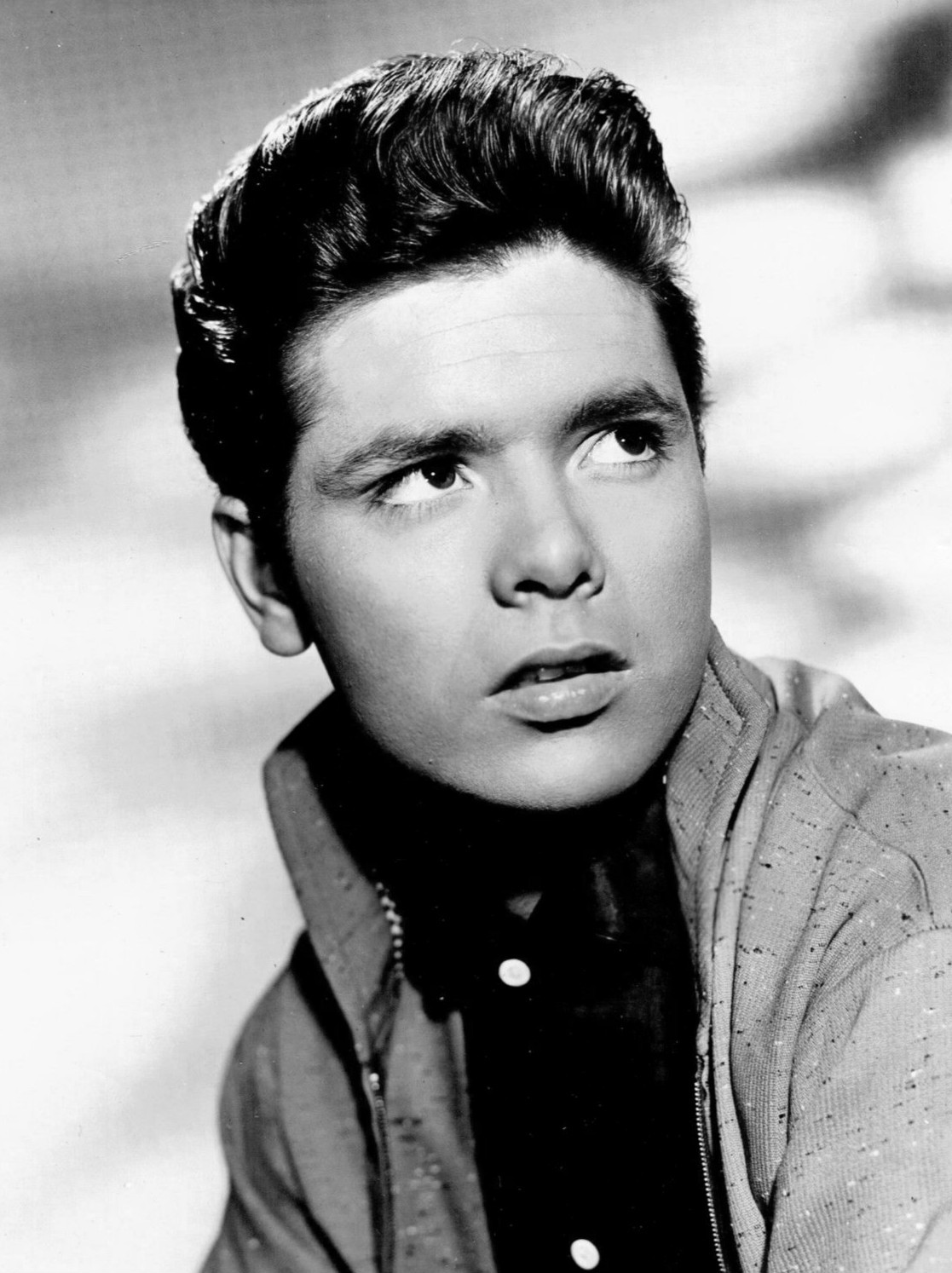
Richard durante la sua prima apparizione televisiva negli USA, durante una puntata dello spettacolo Pat Boone Chevy Showroom

Inizialmente considerato la risposta inglese a Elvis Presley, raggiunge il successo con il brano del 1958 “Move it”, che si piazza al secondo posto della classifica inglese e che viene considerato come la prima canzone del genere rock britannico.
Tra i suoi primi successi, in stile rock and roll, ci sono: Living Doll (1959), Travellin Light (1959), Please Don't Tease (1960), The Young ones (1962), We say Yeah (1962), Summer Holiday (1963).
Fin dagli inizi si è fatto accompagnare in tutti i concerti e anche nelle registrazioni in studio dal gruppo The Shadows, band che acquisirà il successo anche indipendentemente da Richard grazie a famosissimi brani strumentali in stile surf (il più celebre dei quali è Apache del 1960). Per tutto il periodo 1958-1964 Cliff Richard rimane conosciuto a tutti gli effetti come "Cliff Richard and the Shadows".

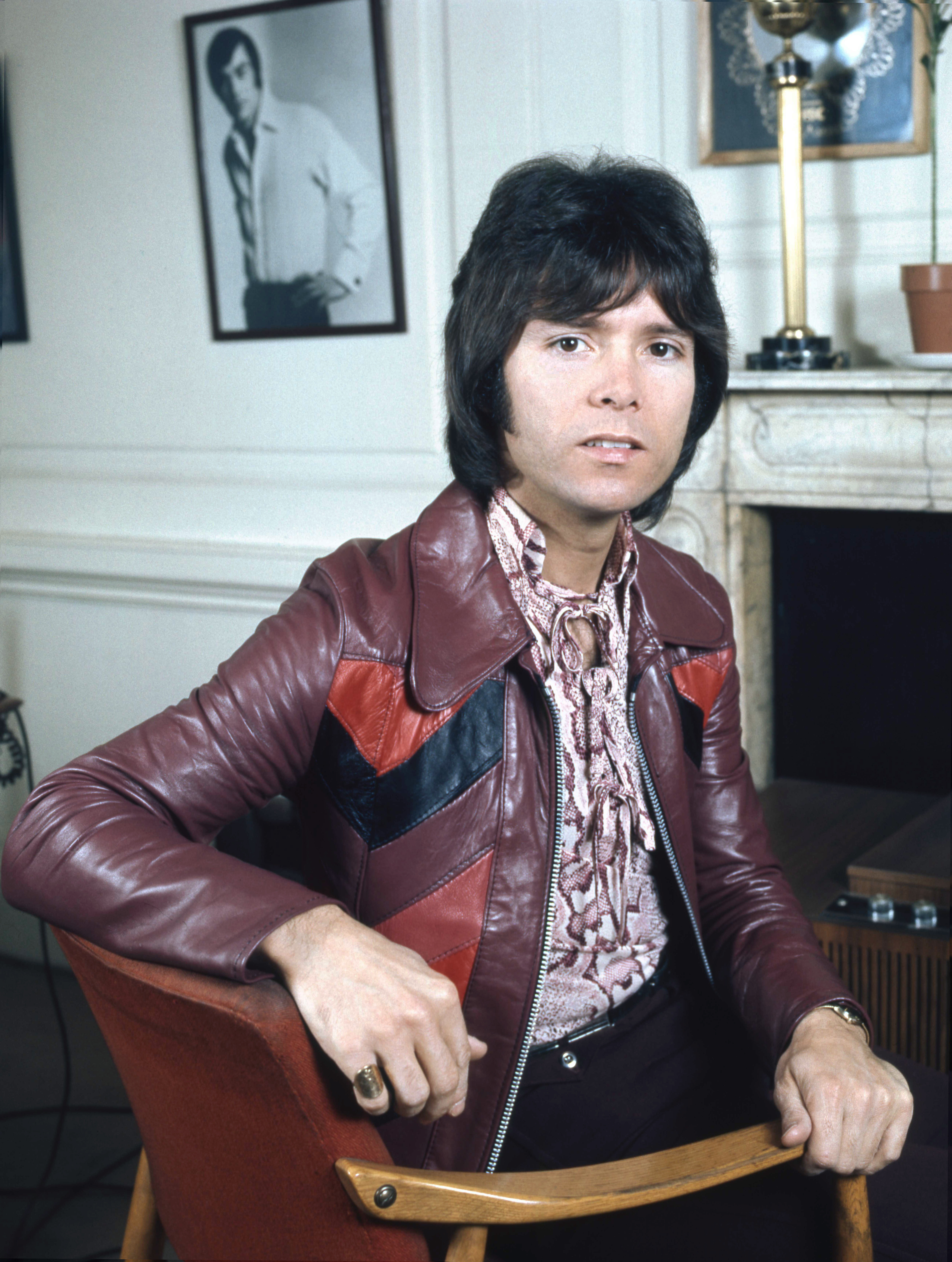
Cliff Richard nel 1973

Richard, tuttavia, non ha mai raggiunto lo status di superstar negli Stati Uniti. Nel 1960 Richard debuttò sulla televisione americana durante una puntata dello spettacolo "Pat Boone Chevy Showroom". Nello stesso anno lui e la band fecero un tour negli USA e furono ben accolti, ma la commercializzazione del gruppo fu poco brillante da parte delle etichette discografiche americane e si dimostrò un grosso ostacolo per il suo successo oltreoceano.
Richard è anche apparso in sei film, tra cui il suo debutto al cinema nella pellicola del 1959 "Serious Charge". Questo e gli altri film hanno portato Richard ad essere nominato l'attore di maggior successo per incassi in Gran Bretagna sia per il 1962 che per il 1963, battendo anche quelli di James Bond. La canzone del titolo di The Young One, uno dei suoi film, è diventata uno dei suoi singoli più venduti nel Regno Unito, vendendo oltre un milione di copie.

### Il successo e il cambiamento: la conversione

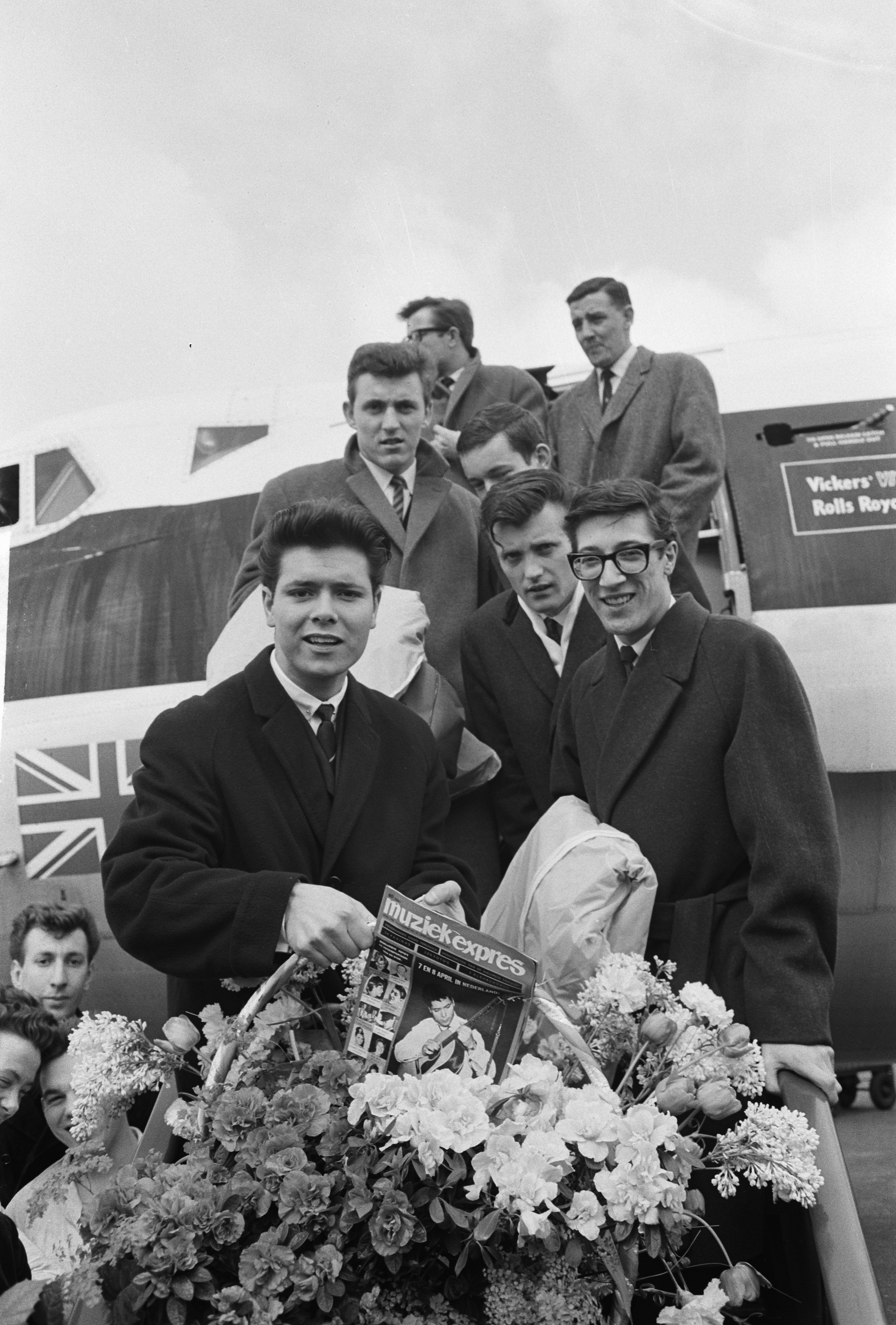
Cliff Richard e i The Shadows nel 1962

Come per gli altri artisti rock in Gran Bretagna, la carriera di Richard è stata influenzata dall'avvento dei Beatles. Richard continuò comunque a essere molto popolare e ad avere successi nelle classifiche per tutti gli anni '60. Nonostante ciò, le porte nel mercato statunitense non gli si schiusero; infatti non era considerato parte dell'invasione britannica e, nonostante quattro successi nella Billboard Hot 100 (tra cui "It's All in the Game") tra agosto 1963 e agosto 1964, continuava a non essere particolarmente apprezzato dal pubblico statunitense.
Anche se battezzato come anglicano, Richard non praticava la fede cristiana nei suoi primi anni di carriera. Nel 1964, però, divenne un cristiano evangelico molto attivo e la sua fede diventò un aspetto molto importante della sua vita. Poco dopo tale evento, Richard tornò a esibirsi in pubblico con gruppi cristiani e registrando del materiale gospel. 
Nello stesso periodo sporadicamente registrava canzoni "secolari" e non religiose con i The Shadows. In quegli anni, Cliff ha dedicato molto del suo lavoro alla causa cristiana, comprese varie apparizioni durante i raduni (cosiddette crociate) di Billy Graham. Con il passare del tempo, Richard ha trovato un equilibrio tra fede e lavoro, riuscendo a rimanere uno dei cantanti più popolari in Gran Bretagna, e anche uno dei più noti cristiani evangelici.
Dopo la separazione dal suo gruppo - i The Shadows - nel 1968 Richard continuò a registrare musica da solista. Durante gli anni '70, Richard ha preso parte a diversi programmi televisivi e ha presentato anche il suo spettacolo personale: It's Cliff Richard dal 1970 al 1976. Il suo ultimo ruolo di attore sul grande schermo, ad oggi, è stato nel 1973, quando ha recitato nel film Take Me High.
Partecipò per due volte, in rappresentanza del Regno Unito, all'Eurovision Song Contest: fu secondo nel 1968 con Congratulations e terzo nel 1973 con Power To All Our Friends.
Negli anni successivi pubblicò lavori ben accolti da critica e pubblico, tra cui⁷ Devil Woman (1976), We Don't Talk Anymore (1979) Dreamin' (1980), Carrie (1980), Wired for Sound (1981), The Only Way Out (1982), Two Hearts, Some people (1987), Stronger, The Best of Me, Mistletoe and Wine (1988), Saviour's Day (1990), The Millennium Prayer (1999).

### Progetti recenti
Nel 1995 pubblica l'album Heatcliff, in collaborazione con Olivia Newton-John. Nel 2008 esce un cofanetto di otto CD per festeggiare i cinquant'anni di attività, seguito dal brano “Thank you for a lifetime”. A novembre dello stesso anno viene annunciata una riunione con gli Shadows.
Al 2024, egli continua a fare concerti riscuotendo un grande successo commerciale. 

## Vita privata
Apertamente cristiano, la religione lo ha ispirato anche in numerosi progetti discografici di brani gospel e di ispirazione cristiana.
Nonostante non si sia mai sposato e non abbia mai avuto una famiglia, Richard ha comunque avuto alcune relazioni occasionali e, nonostante una parte del pubblico lo abbia spesso etichettato come omosessuale, egli ha sempre negato di esserlo.
Dopo aver risieduto per gran parte della sua vita nel Regno Unito, nel 2010 ha confermato di essere divenuto un cittadino delle Barbados. Più recentemente, divide il suo tempo tra la permanenza alle Barbados e una proprietà in Portogallo.

## Popolarità ed influenza
Nella sua lunga carriera, che copre 8 decenni differenti, ha venduto a livello mondiale oltre 260 milioni di dischi.
Il suo singolo "Move It" del 1958 è stato spesso descritto come la prima autentica canzone rock and roll, tanto da portare John Lennon ad affermare che "prima di Cliff e The Shadows, non valeva la pena ascoltare niente della musica britannica."
Richard ha piazzato, ad oggi, ben 14 brani alla prima posizione nelle classifiche britanniche.

## Stile musicale
Cliff Richard ha spaziato fra numerosi stili musicali, passando dal pop alla musica cristiana e dallo skiffle al rock and roll. Il suo registro vocale, molto ampio, gli permette un approccio più versatile rispetto a numerosi generi differenti. La sua qualità vocale è appassionata e molto delicata ma comunque dotata di grande energia.

## Discografia
In oltre sessantacinque anni di carriera, Richard ha pubblicato, tra album in studio, album dal vivo, colonne sonore, raccolte ed LP, oltre 100 produzioni musicali.

## Tournée
- 1958 - Cliff And The Drifters Tour
- 1959 - Stars In Your Eyes
- 1959 - The Cliff Richard Show
- 1960 - Greyhound Tour of America USA/Canada
- 1960 - Stars In Your Eyes
- 1961 - The Cliff Richard Show
- 1961 - Cliff And The Shadows Tour
- 1962 - Cliff And The Shadows Tour
- 1963 - Cliff And The Shadows Tour
- 1963 - Holiday Carnival
- 1963 - Cliff And The Shadows Tour
- 1964 - Cliff And The Shadows Tour
- 1964 - Aladdin And His Wonderfull Lamp
- 1964 - Cliff And The Shadows Tour
- 1968 - Autumn Show
- 1969 - Cliff Concert
- 1972 - Cliff with Marvin & Farrar Tour Japan
- 1973 - Cliff Tour
- 1973 - The Cliff Richard Show
- 1974 - Cliff with Welch Tour
- 1976 - I'm Nearly Famous Tour Japan / Russia / India
- 1977 - Cliff Richard In Concert
- 1978 - Cliff Richard And The Shadows 1978 Cliff In Concert - 20th Anniversary Tour
- 1979 - Cliff In Europe
- 1980 - Apollo Victoria Theatre
- 1981 - Cliff Tour World Tour
- 1981 - Wired For Sound Tour North American / UK
- 1982 - Cliff Canadian Tour Canada
- 1982 - Gospel Concert Tour
- 1984 - The Rock Connection World Tour
- 1984 - Cliff And The Shadows
- 1984 - Tear Fund Gospel Tour
- 1986 - Time The Musical
- 1987 - Always Guaranteed World Tour
- 1988 - 30th Anniversary World Tour
- 1989 - 30th Anniversary World Tour
- 1989 - From A Distance-The Event UK
- 1990 - Cliff Richard - Stronger Australia
- 1990 - From A Distance Tour UK / Ireland / Australia
- 1991 - From A Distance Tour Australia
- 1992 - Access All Areas UK / Ireland
- 1994 - The Hit List Tour
- 1995 - The Hit List Tour
- 1996 - Heathcliff The Musical
- 1998 - 40th Anniversary Tour
- 1999 - 40th Anniversary Tour
- 1999 - The Countdown Concerts
- 2001 - Cliff Richard - Off The Record
- 2002 - Wanted World Tour
- 2003 - Wanted World Tour
- 2004 - Cliff Richard - Live And Kicking
- 2004 - Summer Nights Concert
- 2006 - The Here And Now Tour
- 2007 - The Here And Now Tour
- 2008 - Time Machine 50th Anniversary Tour
- 2009 - The Final Reunion Tour Cliff Richard and The Shadows
- 2010 - The Final Reunion Tour Cliff Richard and The Shadows
- 2010 - Bold As Brass
- 2011 - Soulicious
- 2013 - Still reelin'and a-rockin' Tour (Australia, New Zealand, Singapore, Philippines, Israel)
- 2013 - Still reelin'and a-rockin' Tour (United Kingdom)
- 2014 - Still reelin'and a-rockin' Tour (Germany, Switzerland, the Netherlands, Denmark, Norway, Belgium and France)
- 2015 - 75th Birthday Tour
- 2016 - Cliff Richard loves Denmark
- 2017 - Just Fabulous Rock'n'Roll - Summer Tour (UK, Israel, Denmark)
- 2018 - 58-18=60th The Tour (Uk, Ireland, Denmark)
- 2019 - Diamond Encore (UK, Denmark)
- 2020 - The great 80 tour
- 2023 - The Blue Sapphire Tour
- 2025 - Can't stop me now Tour (Australia, New Zealand & UK)

## Filmografia
- Serious Charge, regia di Terence Young (1959)
- Espresso Bongo (Expresso Bongo), regia di Val Guest (1959)
- The Young Ones, regia di Sidney J. Furie (1961)
- Summer Holiday, regia di Peter Yates (1963)
- Wonderful Life, regia di Sidney J. Furie (1964)
- Finders Keepers, regia di Sidney Hayers (1966)
- Two a Penny, regia di James F. Collier (1967)
- Take Me High, regia di David Laskey (1974)
- Xanadu, regia di Robert Greenwald (1980)